# San Dimas (Kalifornija)
San Dimas je grad u američkoj saveznoj državi Kalifornija. Prema popisu stanovništva iz 2010. u njemu je živjelo 33.371 stanovnika.